# Maials
Maials är en kommun i Spanien.   Den ligger i provinsen Província de Lleida och regionen Katalonien, i den östra delen av landet, 400 km öster om huvudstaden Madrid. Antalet invånare är 980. Arean är 57 kvadratkilometer. Maials gränsar till Seròs, Almatret, Riba-roja d'Ebre, Llardecáns och Flix. 
Terrängen i Maials är platt åt nordost, men åt sydväst är den kuperad.